# Perry Como (album)
Perry Como – dwudziesty szósty długogrający album studyjny Perry’ego Como wydany w 1980 roku przez RCA Victor. Został nagrany między 8 a 17 kwietnia 1980 roku w RCA Studio w Nowym Jorku.

## Lista utworów

### Strona pierwsza
1. „Not While I’m Around”
2. „Regrets”
3. „When”
4. „There’ll  Never Be Another Night Like This”
5. „Love ”

### Strona druga
1. „When She Smiles”
2. „The Colors of My Life”
3. „Save Me the Dance”
4. „Someone is Waiting”
5. „You Are My World”